# Liriomyza asteris
Liriomyza asteris är en tvåvingeart som beskrevs av Erich Martin Hering 1928. Liriomyza asteris ingår i släktet Liriomyza och familjen minerarflugor. Inga underarter finns listade i Catalogue of Life.